# 신안안좌방월리지석묘군
신안안좌방월리지석묘군은 대한민국 전라남도 신안군에 소재한 문화재이다.
한국의 고인돌은 4개의 받침돌을 세워 돌방을 만들고 그 위에 거대하고 평평한 덮개돌을 올려 놓은 탁자식과, 땅속에 돌방을 만들고 작은 받침돌을 세운 뒤 그 위에 덮개돌을 올린 바둑판식으로 구분된다.
전라남도 지방은 전국에서 고인돌이 가장 많이 분포하는 지역으로 지금까지 발견된 것만 해도 약 2만 여기가 넘는다. 이곳 신안군 안좌면에서만 47기의 고인돌이 알려져 있다. 안좌면 방월리에 있는 이 고인돌은 바둑판식으로 마을 길가에 있는데, 크기는 길이 3.75m, 너비 2.6m이다. 이 외에도 인근 민가에 3기의 고인돌이 더 있으며 이곳에서는 돌칼·돌끌·돌도끼 등의 유물이 출토되었다.
이 마을에는 원래 7기의 고인돌이 있어 칠성바위라고 불렀다고 하나 현재는 4기만 남아 있다.

## 참고자료
- 신안안좌방월리지석묘군 - 문화재청